# الحرب النجدية الحجازية (1924–25)
الحرب النجدية الحجازية أو الحرب السعودية الهاشمية الثانية (سبتمبر 1924 - ديسمبر 1925) هي حرب نشبت بين سلطنة نجد ومملكة الحجاز، انتزع فيها الملك عبد العزيز حُكم مكة، والمدينة المنورة، وانتهت الحرب بتسليم الهاشميين آخر معاقلهم في جدة، حيث تنازل الملك حسين عن العرش ورحل عن الحجاز، وأعلن عبد العزيز بن سعود في مكة لقبه ملكاً بدلا من سلطان ليصبح حاكما لمملكة الحجاز ونجد وملحقاتها.

## أسبابها
«قام الشريف حسين بمنع أهل نجد من الحج، فكبر ذلك في نفوسهم وخصوصاً جماعة الإخوان، فكان أن ترأس الملك عبد العزيز في أواخر عام 1342هـ/يونيه 1924م، مؤتمراً في الرياض، حضره علماء نجد ورؤساء القبائل والقرى وزعماء الاخوان وحصل الملك عبد العزيز في هذا المؤتمر على فتوى شرعية، لشن الحرب على الشريف لضمان حرية أداء فريضة الحج، فصدر عن مؤتمر الرياض، قرار بالهجوم على الحجاز ووصلت الأوامر إلى قوات الإخوان المتمركزة في تربة والخرمة بالاستعداد كما وصلت الأوامر إلى الاخوان نحو الطائف»

## الزحف إلى الحجاز
«مشى من تربة نحو ثلاثة الاف مقاتل من مختلف القبائل وكان الأغلبيه من قبيلة عتيبة يتقدمهم سلطان بن بجاد والشريف خالد بن لؤي فاجتازوا جبل حضن وأناخوا بالحوية (مطار الطائف اليوم) في الأول من صفر 1343هـ - 1924 م»

## محاولة صد أهل الحجاز
خرج الجيش الحجازي الهاشمي من الطائف لصد الإخوان يتولى قيادتهم صبري باشا العزاوي وكيل حربية الملك حسين. ودارت معركة حامية بالحوية ومن معهم بلا حسن وانتهت بتراجع الهاشميين واعتصامهم بالمرتفعات في الطائف يطلقون منها نيران مدافعهم، وهم في شبة حصار.
ووصل بعد يومين الأمير علي، كبير أبناء الحسين، في نجدة من مكة. وعسكر في الهدا غربي الطائف بميل إلى الشمال. وذهبت إليه قوات الجيش الحجازي الهاشمي وجماعات من كبار موظفي الطائف وأعيانها. قال خير الدين الزركلي: «أخبرني أحد شهود المعركة أن بعض المهاجمين للطائف دخلوا منزلا، فيه مكتبة، وأخذوا كتب الحديث والتفسير وتركوا كتب الأدب والنحو».
وتتابعت النجدة للأمير علي من مكة وأطرافها، جندا وقبائل إلى أن كانت المعركة الفاصلة مساء
26 / 27 صفر فاستولو على معسكر الأمير علي، في الهدا واستباحوه، وتفرق الهاشميون ومن معهم.
وتوقف الزحف في الطائف والهدى، وأرسل سلطان بن بجاد وابن لؤي إلى الملك عبد العزيز وهو لا يزال في الرياض يخبرانه وهو لا يزال في الرياض وينتظران أذنه بمواصل السير إلى مكة. ولم يكن من وسيلة لتبادل الرسائل غير الركائب.
وعاد على إلى أبيه بمكة، يقلبان وجة الرأي، ثم نزل علي إلى جدة فأبرق أعيانها إلى الملك حسين في (4 ربيع الأول 1343 هـ) يطلبون نزوله عن عرش الحجاز لابنه علي. ولا شك في أن هذا بما أتفق علية الأب وابنه في مكة. وبعد مداولات ومحاولات هاتفية أعلن الحسين أعتزال العرش، في عشية ذلك اليوم.
وفي صباح 5 ربيع الأول نودي بالأمير علي في جدة ملك على الحجاز.
يوم 6 ربيع الأول 1343هـ (1924م) عاد الملك علي إلى مكة ووالده فيها.
يوم 10 ربيع الأول وصل الحسن إلى جدة وأبى أن يقابل أحداً.
يوم 15 ربيع الأول أخلى الملك علي مكة، وانتقل ليلة 16 إلى ظاهر جدة.
يوم 16 ربيع الأول نزل الحسين وحرم وخدمة إلى البحر. وودعه بعض موظفيه السابقين وأصحابه، منهم غالب بن وهق العتيبي أحد شيوخ عتيبة ولم يخرج ابنه علي لوداعه. وأبحر على سفينة له تسمى «الرقمتين» ووجهته العقبة.
وظلت قصور الحسين وأبناوه قرابة يومين بين خروج علي في 15 ربيع الأول عرضة للعبث والغوغاء. لخلوها من سلطة تصون الأمن.

### الطائف
في شهر صفر كانت طلائع الإخوان المتلهفه للقتال على مشارف الطائف، بقياده سلطان بن بجاد بـ 3000 الآف مقاتل جميعهم من الإخوان يتقدمهم عقاب بن محيا، وجهجاه بن بجاد بن حميد وسلطان بن مشعان أبا العلا وماجد بن جزاء أبا العلا وقد أصيب في تربه، وهذال بن فهيد الشيباني، وماجد بن ضاوي بن فهيد، وعقاب بن عميره، ونافل بن طويق الحافي، وعبد المحسن بن جبرين، وذعار بن زقيع، ومعيض بن جعفر ابن عبود وحزام الحميداني، وفيحان بن صامل وغيرهم، وفي نفس السنة كانت معركة الهدا الشهيرة.
حيث تقدم 2000 مقاتل من الإخوان وهاجموا قوات الملك علي واستطاع الملك علي صدهم أكثر من مره، تقدم بعدها الاخوان وهجموا على جنود الملك علي هجوما عنيفا استطاع أن يزعزع جيشه وعندما شعر الجنود بقوة مهاجميهم تراجعوا إلى الخلف فظن بقية الجيش أنهم منسحبون؛ فهربوا وتزعزع الجيش الحجازي وضعفت معنويات الجنود ولم يترك الإخوان لهم الفرصة لجمع شملهم وأغاروا عليهم، فاضطروا للانسحاب من الطائف، فدخلت قوات الإخوان الطائف وارتكبت مجزرة يقدر عدد القتلى فيها ب300 مدني ثم كان الطريق سالكا إلى مكة واراد الإخوان أن يستمروا في مسيرهم لكن الملك عبد العزيز طلب منهم التوقف.

### الدخول إلى مكة وجدة
وفي يوم 17 ربيع الأول سنة 1342هـ دخل الإخوان مكة بأسلحتهم ملبين محرمين بعمرة، وأرسل قائدا الإخوان سلطان بن بجاد وخالد بن لؤي رسائل إلى معتمدي الدول وقناصلها في جدة يخبرونهم بدخولهم لمكة ويستفسرون عن موقفهم تجاه الحرب، فتلقوا رداً من قنصل المملكة المتحدة وقنصل مملكة إيطاليا ووكيل قنصل فرنسا ونائب قنصل هولندا ووكيل قنصل الشاه يعلمون ابن بجاد بوقوفهم على الحياد التام إزاء الحرب، وفي 8 جمادى الأولى وصل الملك عبد العزيز إلى مكة قادماً من الرياض فدخلها محرما وأتاه أهل مكة مبايعين، وتقدم جنود الإخوان ومن كان مع الملك عبد العزيز وتم حصار جده وفي 6 جمادى الثانية عام 1344هـ استسلمت جدة بعد حصار طويل دام لمدة سنة كاملة
قام من الاخوان في معركة تربة في 25 مايو 1919 - 26/ 8/1337هـ ضد الأمير عبد الله بن الحسين، ثم ضم الطائف ومكة المكرمة. ففي سنة 1342 هـ دخلت قواته مكة المكرمة ومعه الشريف خالد بن لؤي محرمين ملبين بعد انسحاب الشريف حسين منها. وشارك في حصار جدة.
ويصف الشيخ محمد بن عثمان «شيخ الإخوان وقاضيهم» دخولهم لمكة المكرمة في كتاب المجموعة المحمودية فيقول:
- دخلنا نلبى حاسرين رؤوسنــا وطفنا بذي الأنوار والاخشــابِ
- دعونا وكبرنا على المرو والصفا وتلك البقاع النيرات الاطايبِ
- هــُم معشر الاخــوان دام سرورهم ولا سرَ من يرميهمُ بالمعـائـبِ
- لهم أســوةً في صحب نبيهم وهمتهم مصروفةً بالعواقـبِ

## قضية حصار جدة

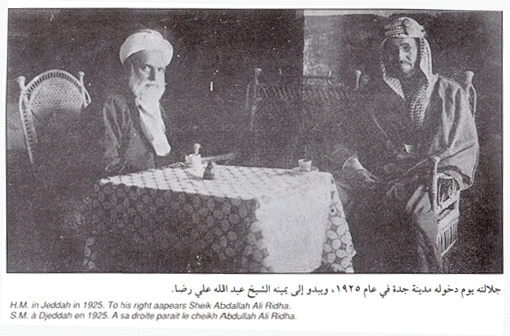
سلطان نجد عبدالعزيز آل سعود في منزل الشيخ عبدالله علي رضا بعد سقوط مدينة جدة الحجازية عام 1925م

أصر زعماء الإخوان على غزو جدة، فعارضهم الملك عبد العزيز خوفا من تدخل الأسطول الإنجليزي المرابط على الساحل لحماية الرعايا الأجانب، وكان لإسماعيل بن مبيريك الغانمي دور بالغ الأهمية في ضم مدينة جدة للحكم السعودي.

### قضية المحمل المصري
شهد صيف 1925 أول موسم حج بعد ضم مكة، فكانت المدينة مليئة بالإخوان الذين جاءوا للحج. وحرص المصريون على إعطاء انطباع جيد عنهم لدى ملك الحجاز الجديد، فدخل المحمل تتقدمه فرقة موسيقية يحيط بها حراس المحمل من المصريين. طالب الإخوان من الموسيقيين أن يوقفوا عزفهم لأن ذلك يعتبر تدنيسا للمقدسات،
فلم يلتفتوا إليهم وتابعوا مسيرهم كما اعتادوا فعله في السنين الماضية. فهاجمهم الإخوان واطلقوا النار عليهم وقتلوا بعضهم. فكانت النتيجة أن المصريين قطعوا علاقاتهم مع الحكومة الجديدة ورفضوا ان ينسجوا الكسوة بعد ذلك، وهكذا توقف المحمل المصري. فأورث الإخوان مشكلة سياسية لإمامهم بمجرد احتكاكهم بأقوام مسلمة أخرى

## فتاوي العلماء
أفتى علماء الرياض بأنه لا يجوز دخول الحرم بنية القتال، وأذن عبد العزيز بحصار مكة أن قاومت ودخلها خالد بن لؤي وسلطان بن بجاد وسلطان بن مشعان ومن معهم بجيوشهم وكلهم بملابس الإحرام ينادون بالأمان، وطافوا حول البيت وسعوا، ثم تسلموا زمام الأمور وانتصروا على الشريف الحسين يوم 17 ربيع الأول 1344/ 1924م.